# Acridoxena
Acridoxena is een geslacht van rechtvleugeligen uit de familie sabelsprinkhanen (Tettigoniidae). De wetenschappelijke naam van dit geslacht is voor het eerst geldig gepubliceerd in 1865 door White.

## Soorten
Het geslacht Acridoxena  is monotypisch en omvat slechts de volgende soort:
- Acridoxena hewaniana (Smith, 1865)